# Casa del Indiano (Córdoba)
La Casa del Indiano, también conocida como Casa de los Ceas, fue una casa-palacio situada en la plaza Ángel de Torres de Córdoba (España). Actualmente solo se conserva la fachada principal del edificio, estando el interior ocupado por apartamentos y la calleja del indiano, a la cual se accede por la puerta de la antigua fachada.

## Historia

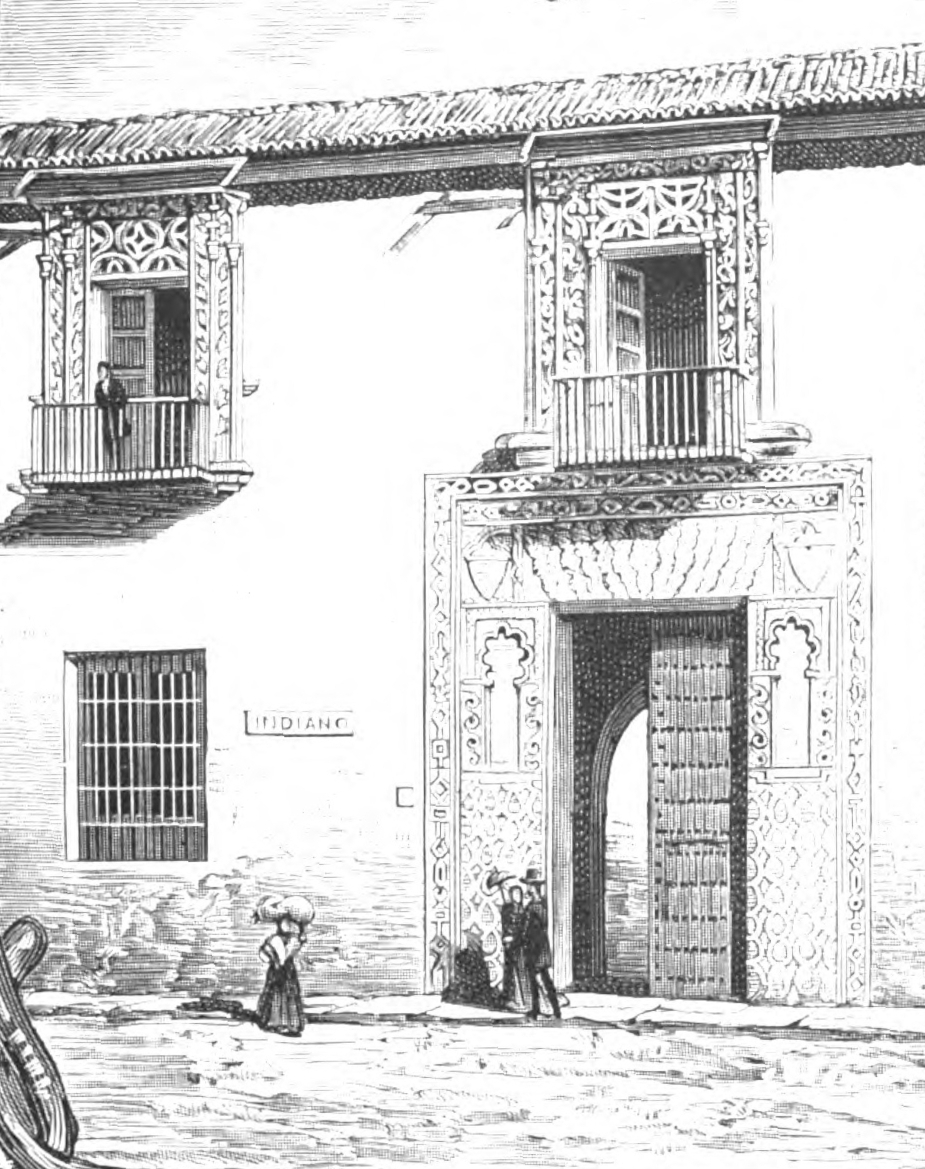
Casa del Indiano en la segunda mitad del

La casa perteneció a la familia de los Ceas asentada en la ciudad tras la conquista al serle cedidos terrenos por Fernando III el santo a Juan Cea, que lo acompañaba en la campaña. El nombre popular, sin embargo, le viene de Juan Cosme Paniagua, que pasó largo tiempo en América, aunque hay algunos críticos que indican que Juan Cosme nunca fue al continente americano y que el verdadero indiano era Antonio de Godoy. De ahí que en la ciudad se le conociera como el indiano y, por extensión, su residencia pasó a ser la casa del indiano.
El palacio fue construido en torno al siglo XV. A principios del siglo XX fue restaurada llevando a cabo la misma Rafael Romero Barros y Mateo Inurria, introduciendo en la misma el balcón de la planta baja.
Al igual que otras muchas casas palaciegas, el interior fue demolido y convertido en apartamentos en los años 1970, conservándose tan solo la fachada principal. A estos se accede por un callejón atravesando la que fuera portada principal del edificio.

## Arquitectura
La fachada principal es lo único que actualmente se conserva. Se aprecia en ella una mezcla de elementos góticos y mudéjares, tan característicos de la ciudad. La ventana del piso inferior encontramos una ventana con arcos polilobulados entrecruzados, de clara inspiración califal, obra emprendida por los anteriores autores citados. Por su parte, en las dos ventanas superiores, los arcos son rebajados y geminados, con tracería gótica en la parte superior y decoración vegetal flanqueando ambos vanos.
Por su parte, la portada muestra un dintel despiezado con decoración de inspiración musulmana, mientras que las jambas se adornan con paños de sebka.